# Rastellus africanus
Espèce
Rastellus africanus est une espèce d'araignées aranéomorphes de la famille des Gnaphosidae.

## Distribution
Cette espèce se rencontre au Botswana et en Namibie.

## Description
Le mâle holotype mesure 1,99 mm et la femelle paratype 2,24 mm.

## Systématique et taxinomie
Cette espèce a été décrite par Platnick et Griffin en 1990.

## Étymologie
Son nom d'espèce lui a été donné en référence au lieu de sa découverte, l'Afrique.

## Publication originale
- Platnick & Griffin, 1990 : « On Rastellus, a new genus of the spider family Ammoxenidae (Araneae, Gnaphosoidea). » American Museum Novitates, no 2995, p. 1-11 (texte intégral).